# Gustav Gregorin
Gustav Gregorin (10. dubna 1860 Sežana – 1. července 1942 Lublaň) byl rakouský politik slovinské národnosti, slovinský menšinový aktivista v Terstu, na počátku 20. století poslanec Říšské rady.

## Biografie
Vystudoval gymnázium v Terstu (1870–1878) a práva na Vídeňské univerzitě (1878–1882). Roku 1887 získal titul doktora práv na univerzitě ve Štýrském Hradci. Od roku 1882 pracoval jako advokátní koncipient v rodné Sežaně, od roku 1888 v Postojně. Roku 1890 si v Sežaně otevřel vlastní advokátní praxi a od roku 1891 působil jako advokát v Terstu. Angažoval se politicky. Patřil mezi rozhodné obhájce Slovinců v Terstu a prosazoval zavádění slovinštiny do školství a úřadů. Po delší dobu byl starostou místního Sokola. Koncem století pomáhal v Terstu založit slovinskou tiskárnu. Byl předním funkcionářem politické strany Edinost. Zasedal v Terstu v obecní radě a po dvě funkční období byl i poslancem Terstského zemského sněmu. Od roku 1908 zasedal jako poslanec Zemského sněmu Gorice a Gradišky. Roku 1909 mandát složil, ale následujícího roku sem byl opětovně zvolen.
Na počátku 20. století se zapojil i do celostátní politiky. Ve volbách do Říšské rady roku 1911 získal mandát v Říšské radě (celostátní zákonodárný sbor) za obvod Gorice a Gradiška 3. Byl nezařazeným poslancem (podle jiného zdroje byl členem národního klubu společně s dalšími Slovinci a istrijskými Chorvaty). Ztratil mandát 25. září 1917 na základě dlouhodobé absence. K roku 1911 se profesně uvádí jako advokát.
V roce 1915 odešel na základě dohody chorvatských a slovinských politických sil do emigrace s cílem reprezentovat jihoslovanské zájmy u dohodových mocností. Pobýval v Londýně a Paříži. Podílel se na poválečných mírových jednáních v Paříži. V roce 1920 se vrátil do Lublaně. Přispíval do slovinských periodik.